# Kumano Sanzan
Kumano Sanzan (jap. 熊野三山 Kumano-sanzan) – zespół świątyń buddyjskich i chramów shintō, który jest głównym ośrodkiem dla ok. 3 tysięcy sanktuariów w całej Japonii. Znajdują się w górach Kii w Japonii, w regionie Kinki (prefektura Wakayama) na półwyspie Kii, na terenie Parku Narodowego Yoshino-Kumano. 
W 2004 sanktuaria zostały wpisane na listę światowego dziedzictwa UNESCO jako część obiektu Święte miejsca i drogi pielgrzymkowe w regionie gór Kii.

## Historia
Zespół sakralny Kumano Sanzan składa się z trzech chramów: Kumano Hongū-taisha, Kumano Hayatama-taisha i Kumano Nachi-taisha oraz z dwóch świątyń: Seiganto-ji i Fudarakusan-ji, które łączy trasa pielgrzymkowa, zwana Kumano Sankeimichi. 
Kumano Sanzan reprezentuje rzadki obecnie w Japonii synkretyzm shintō-buddyjski, który został w znacznym stopniu zlikwidowany w okresie Meiji. Region jest związany z kultem Trzech Świętych Gór: Hongū, Shingū i Nachi, których kami utożsamiono z emanacjami Buddy. 
Według kroniki Nihon-shoki, tutaj został pochowany demiurg Izanagi. Potem rozwinął się tu synkretyczny kult gór Shugendō, związany z ezoterycznym buddyzmem. Miejsce stało się popularnym celem pielgrzymek, zwłaszcza od XI wieku. Góra Nachi związana jest z kultem Kannon, góra Hongū z kultem Buddy Amidy, góra Myōhō z kultem przodków. Czciciele Kumano Sanzan rozpowszechnili swój synkretyczny kult w całej Japonii, zakładając liczne filie, zwane bunsha.

## Galeria

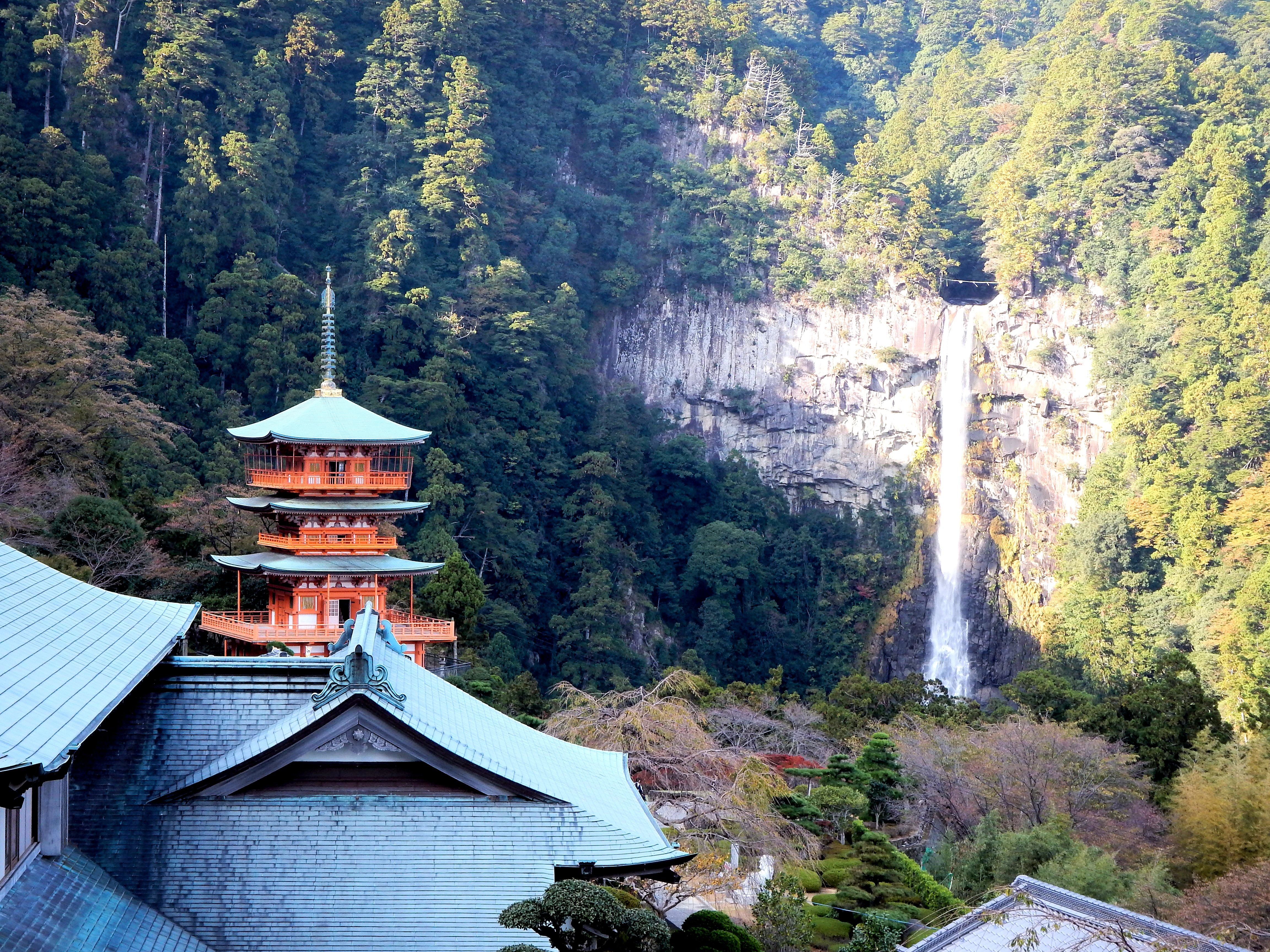
Świątynia Seiganto-ji, w głębi wodospad Nachi
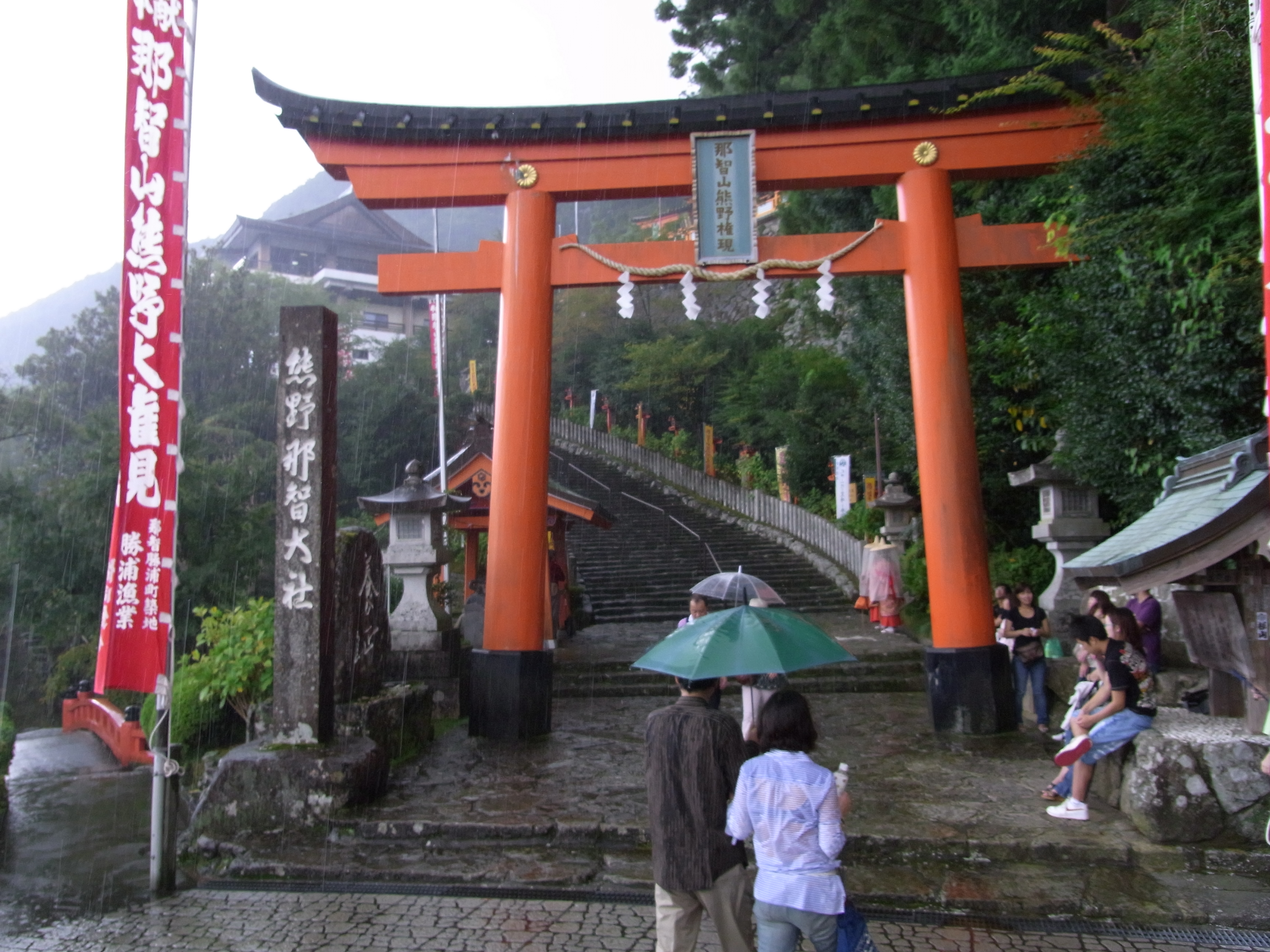
Kumano Nachi-taisha
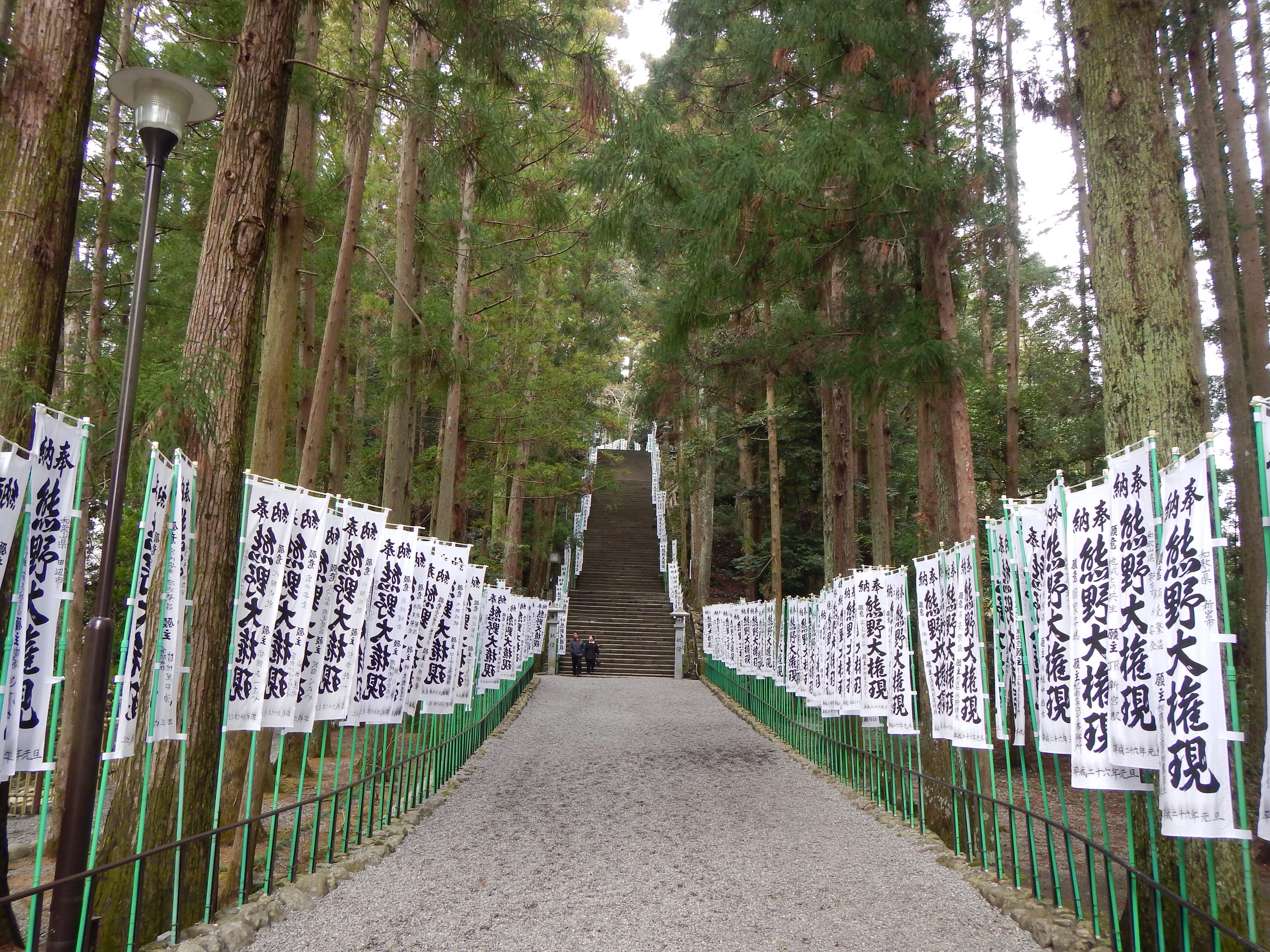
Droga do Kumano Hongū-taisha
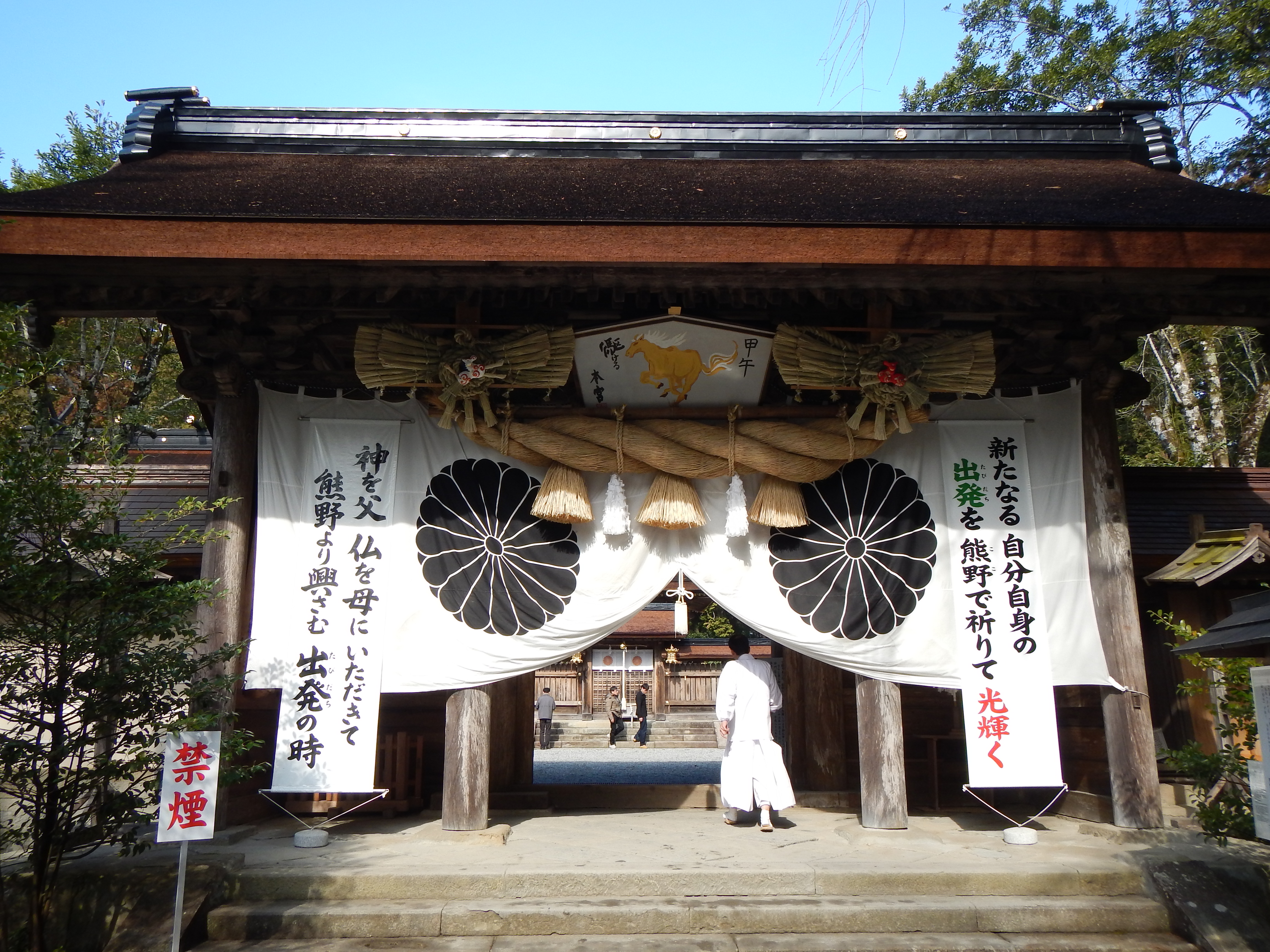
Kumano Hongū-taisha
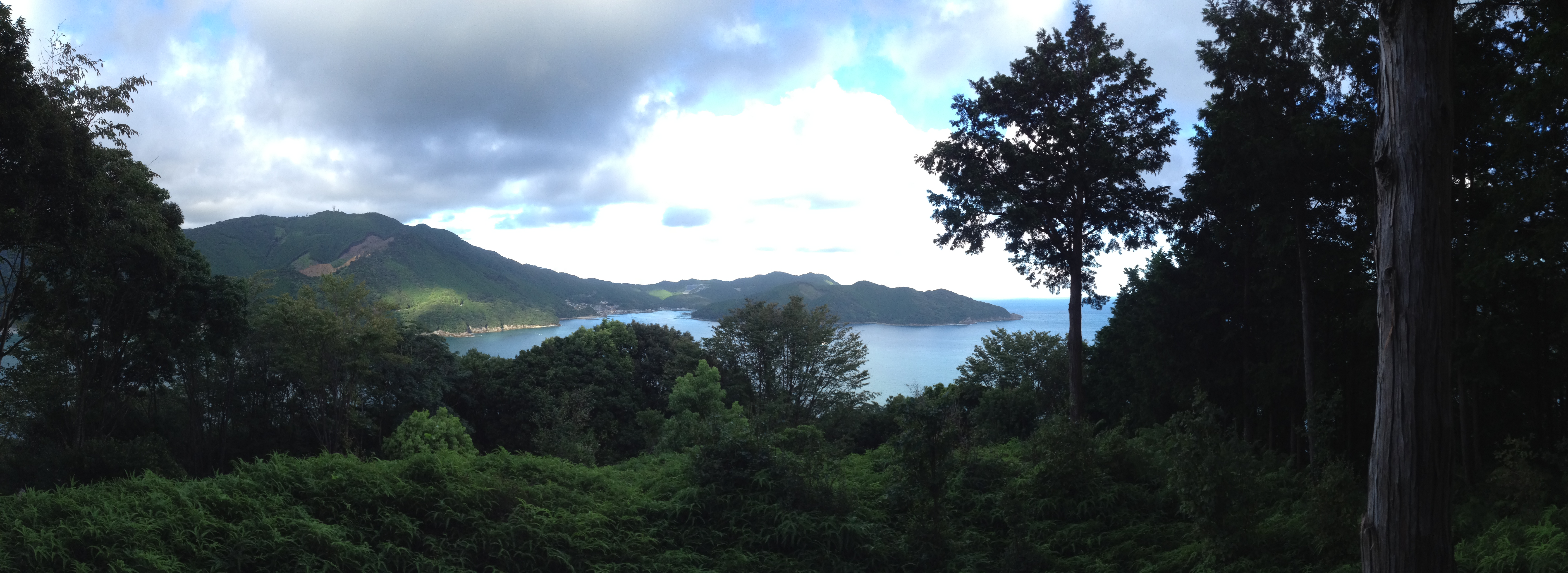
Widok na góry Kumano